# (2948) Амосов
(2948) Амосов (лат. Amosov) — типичный астероид главного пояса, открыт 8 октября 1969 года советским астрономом Людмилой Черных в Крымской астрофизической обсерватории и 8 ноября 1984 года назван в честь учёного-медика и хирурга Николая Амосова.

## Обнаружение и именование
(2948) Амосов
Открыт 8 октября 1969 года в Научном Л. И. Черных.
Назван в честь Николая Михайловича Амосова — выдающегося кардиолога, специалиста в области медицинской кибернетики, действительного члена Академии наук Украинской ССР. Он провёл более четырёх тысяч операций на сердце.
Оригинальный текст (англ.)2948 Amosov
Discovered 1969-10-08 by Chernykh, L. at Nauchnyj.
Named in honor of Nikolaj Mikhailovich Amosov, distinguished cardiologist, specialist in medical cybernetics, and member of the Academy of Sciences of the Ukrainian S.S.R. He has performed more than four thousand heart operations.
Источники: DISCOVERY.DB; M.P.C. 9216.

## Орбита

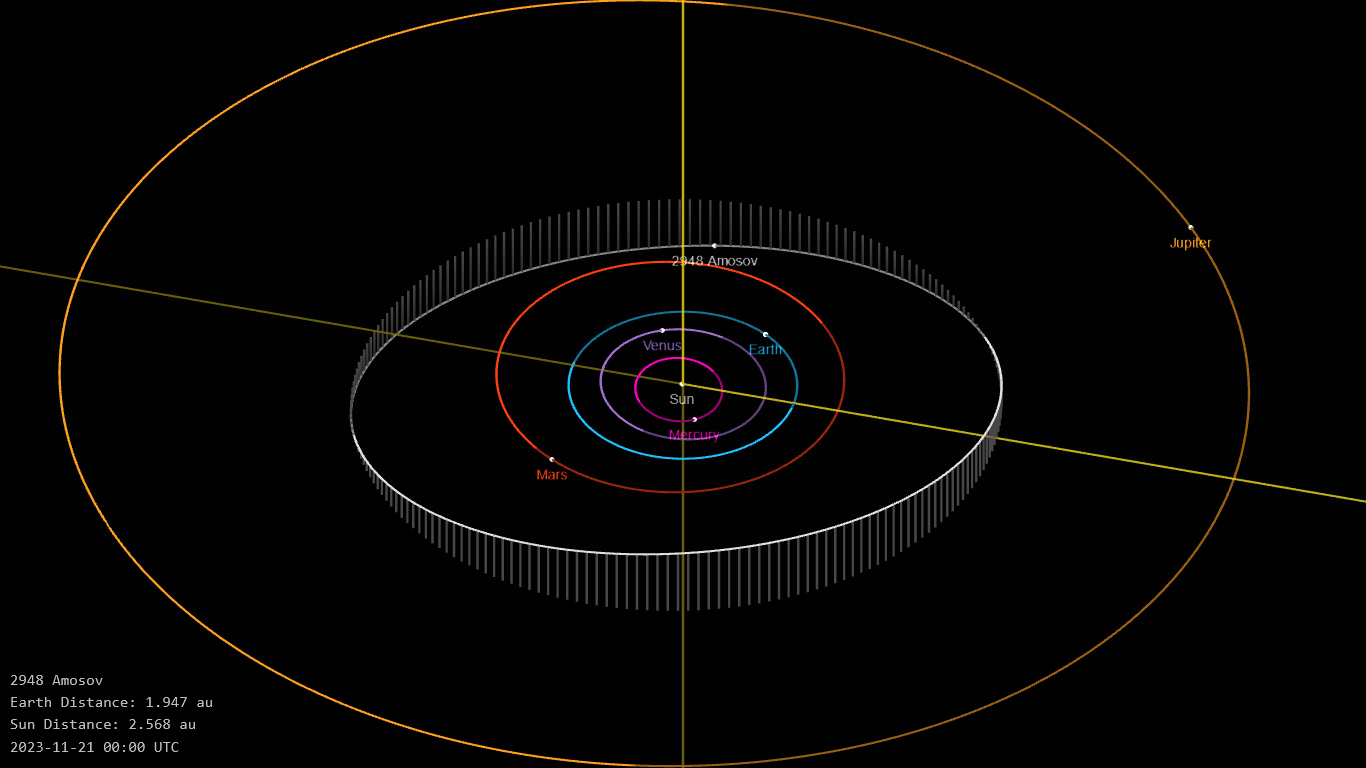
Орбита астероида Амосов и его положение в Солнечной системе

## Физические характеристики
Астероид относится к таксономическому классу C.
По результатам наблюдений в видимом и ближнем инфракрасном диапазоне космического телескопа NEOWISE диаметр астероида оценивался равным 10,426±0,041 км. Согласно тем же источникам альбедо оценивается как 0,1625±0,0168 и 0,162±0,017.